# Barice (Czarnogóra)
Barice (cyr. Барице) – wieś w Czarnogórze, w gminie Bijelo Polje. W 2011 roku liczyła 96 mieszkańców.